# Saalbach-Hinterglemm
Saalbach-Hinterglemm ist eine Gemeinde im Pinzgau im Bundesland Salzburg in Österreich mit 2881 Einwohnern (Stand 1. Jänner 2025).

## Geografie
Die Gemeinde liegt im Pinzgau in dem von Westen nach Osten verlaufenden Tal der Saalach, dem Glemmtal. Das Gebiet gehört zu den Kitzbüheler Alpen. Höchste Erhebung im Norden ist das Spielberghorn (2044 m), im Süden der Hochkogel (2249 m). Als Hausberg gilt der Schattberg (2097 m). Der nächste größere Ort ist das rund zehn Straßenkilometer entfernte Viehhofen.

### Gemeindegliederung
Das Gemeindegebiet umfasst folgende zwei Ortschaften (in Klammern Einwohnerzahl Stand 1. Jänner 2025):
- Hinterglemm (1054)
- Saalbach (1827)

Die Gemeinde besteht aus den Katastralgemeinden Hinterglemm und Saalbach.

### Klima
|                        | Jan  | Feb  | Mär  | Apr  | Mai  | Jun  | Jul  | Aug  | Sep  | Okt  | Nov  | Dez  |   |      |
| Mittl. Temperatur (°C) | −3,8 | −2,7 | 0,9  | 5,0  | 10,3 | 13,1 | 15,3 | 14,8 | 11,0 | 6,7  | 0,6  | −3,0 | ⌀ | 5,7  |
| Mittl. Tagesmax. (°C)  | 0,8  | 3,0  | 7,1  | 12,2 | 17,8 | 20,0 | 22,4 | 21,9 | 17,8 | 13,3 | 5,4  | 0,9  | ⌀ | 11,9 |
| Mittl. Tagesmin. (°C)  | −7,4 | −6,9 | −3,5 | −0,1 | 4,5  | 7,7  | 9,8  | 9,7  | 6,4  | 2,4  | −2,7 | −6,3 | ⌀ | 1,2  |
|                        |      |      |      |      |      |      |      |      |      |      |      |      |   |      |
| Niederschlag (mm)      | 88   | 72   | 93   | 75   | 109  | 156  | 182  | 168  | 117  | 81   | 84   | 87   | Σ | 1312 |
|                        |      |      |      |      |      |      |      |      |      |      |      |      |   |      |
| Luftfeuchtigkeit (%)   | 71,9 | 64,8 | 58,3 | 52,5 | 51,2 | 57,2 | 56,1 | 57,4 | 61,9 | 63,8 | 72,8 | 78,2 | ⌀ | 62,2 |

| −7,4 |

| −6,9 |

| −3,5 |

| −0,1 |

| 4,5 |

| 7,7 |

| 9,8 |

| 9,7 |

| 6,4 |

| 2,4 |

| −2,7 |

| −6,3 |

| −7,4 |

| −6,9 |

| −3,5 |

| −0,1 |

| 4,5 |

| 7,7 |

| 9,8 |

| 9,7 |

| 6,4 |

| 2,4 |

| −2,7 |

| −6,3 |

## Geschichte

### Mittelalter und Frühe Neuzeit
Die ältesten Nachweise über eine Besiedlung stammen aus dem Jahr 1222. Der Name Salpach ist in einem Urbar von 1350 als Bezeichnung eines Meierhofes zum ersten Mal erwähnt. Um diesen entstand das Dorf Saalbach, welches das wirtschaftliche Zentrum des Gemeindebereiches wurde.
Schon vor 1410 bestand im Ort auch eine Kirche. 1489 verlieh Erzbischof Johannes Beckenschlager dem Ort das Marktrecht.

### 20. Jahrhundert
Trotzdem blieb Saalbach bis ins 20. Jahrhundert eine weitestgehend agrarische und arme Gemeinde. Erst der nach dem Ersten Weltkrieg, vor allem aber nach 1945 einsetzende Fremdenverkehr, besonders im Winter, brachte nachhaltigen wirtschaftlichen Aufschwung.
1987 wurde der Name der Gemeinde von Saalbach auf Saalbach-Hinterglemm geändert.
Vom 22. Jänner bis zum 3. Februar 1991 war Saalbach-Hinterglemm Austragungsort der alpinen Ski-WM. Dafür wurden für Saalbach und Hinterglemm je ein Umfahrungstunnel errichtet. 2025 findet dort wieder die Ski-WM statt.

### Bevölkerungsentwicklung
Die wirtschaftliche Entwicklung ist auch an der Entwicklung der Einwohnerzahlen abzulesen. Während von der Volkszählung 1869 bis 1900 die Bevölkerung nur verhältnismäßig geringfügig von 935 auf 1018 anstieg, brachten die nächsten zehn Jahre einen Zuwachs um 6,2 %, dem bis 1923 wieder ein Rückgang um −6,2 % folgte. Danach nahm die Bevölkerungszahl bis 1934 erneut um 8,7 % zu, stagnierte bis 1939 und wuchs seit damals kontinuierlich an (mit Zuwächsen von mehr als 25 % in den 1950er und 1960er Jahren). Auch zwischen der vorletzten Volkszählung 1991 und der letzten im Jahr 2001 gab es neuerlich einen Zuwachs um 8,6 %. Dieser ist der positiven Geburtenbilanz (+300) zu verdanken, durch die die negative Wanderungsbilanz (−60) wettgemacht wurde.

## Religionen
Saalbach-Hinterglemm ist Sitz einer römisch-katholischen Pfarre. Von den Einwohnern gehören 86,1 % der römisch-katholischen Kirche, 5,5 % der orthodoxen Kirche, 2,6 % der evangelischen Kirche und 1,0 % dem Islam an. Andere Glaubensgemeinschaften erreichen jeweils weniger als 1 %. Ohne religiöses Bekenntnis sind 3,3 %.

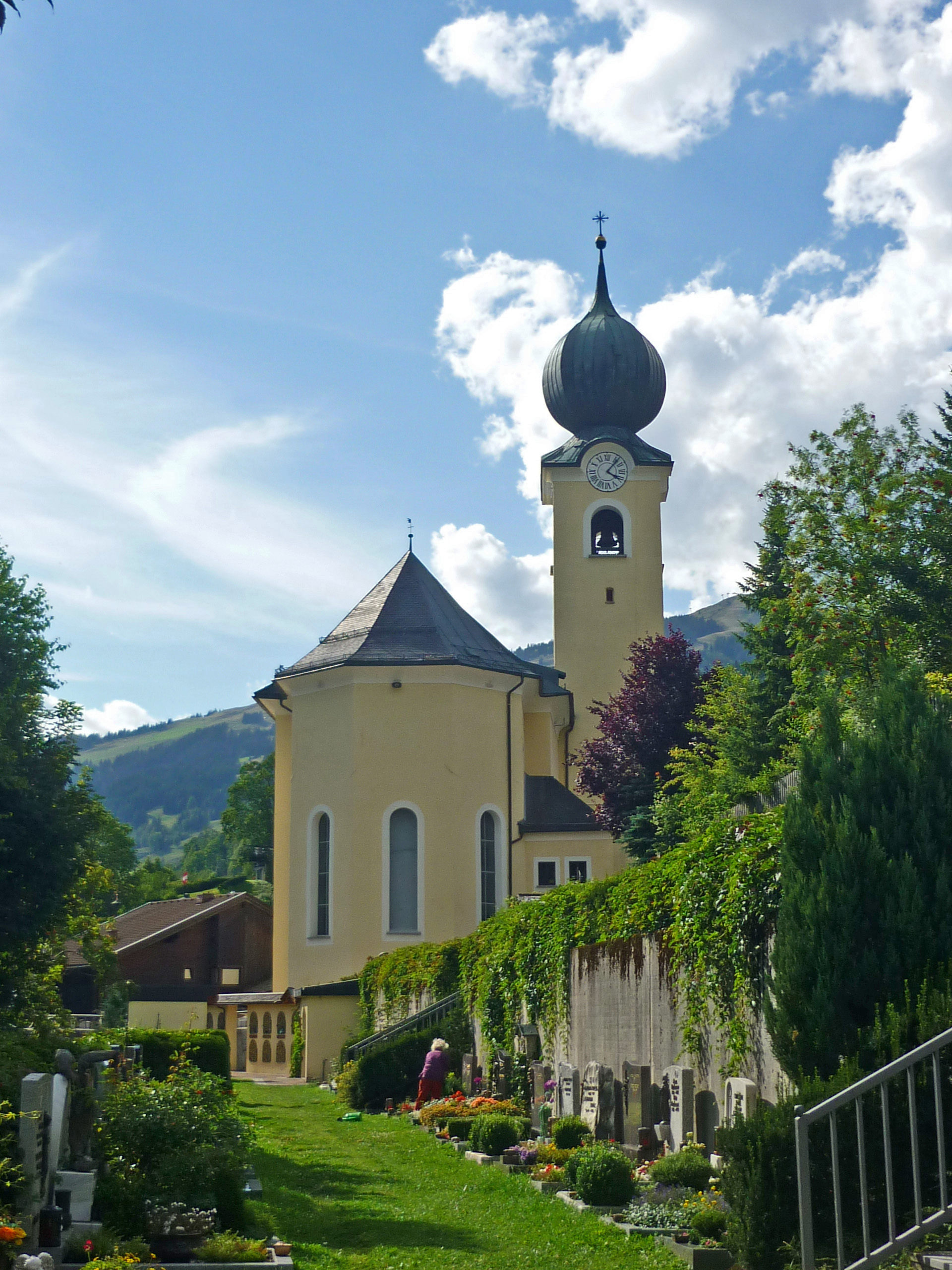
Pfarrkirche

## Politik

### Gemeinderat
| Gemeinderatswahl 2024Wahlbeteiligung: 65,1 % 80706050403020100 64,8 (−10,7)16,2 (−8,3)19,0 (n. k.) ÖVPSPÖFPÖ20192024 |

Die Gemeindevertretung hat insgesamt 19 Mitglieder.
- Mit den Gemeindevertretungs- und Bürgermeisterwahlen in Salzburg 2004 hatte die Gemeindevertretung folgende Verteilung: 12 ÖVP, 5 SPÖ und 2 FPÖ.
- Mit den Gemeindevertretungs- und Bürgermeisterwahlen in Salzburg 2009 hatte die Gemeindevertretung folgende Verteilung: 12 ÖVP, 4 FPÖ und 3 SPÖ.[3]
- Mit den Gemeindevertretungs- und Bürgermeisterwahlen in Salzburg 2014 hatte die Gemeindevertretung folgende Verteilung: 9 ÖVP, 8 FPÖ und 2 SPÖ.[4]
- Mit den Gemeindevertretungs- und Bürgermeisterwahlen in Salzburg 2019 hatte die Gemeindevertretung folgende Verteilung: 15 ÖVP und 4 SPÖ.[5]
- Mit den Gemeindevertretungs- und Bürgermeisterwahlen in Salzburg 2024 hat die Gemeindevertretung folgende Verteilung: 13 ÖVP, 3 FPÖ und 3 SPÖ.[6]

### Bürgermeister
- 1987–1989 Helmuth Thomas (ÖVP)[7]
- 1989–2013 Peter Mitterer (ÖVP)[8]
- seit 2013 Alois Hasenauer (ÖVP)[9]

### Wappen
Das Wappen der Gemeinde zeigt „in rotem Schild zwei aufragende schräggekreuzte goldene Ski, oben begleitet von einem silbernen Schneekristall und unten von drei (1, 2) aufeinander ruhenden silbernen Kugeln (Hl. Nikolaus). Der ganze Schild ist überzogen von einem silbernen Wellenbalken, der die Saalach symbolisiert.“

## Kultur und Sehenswürdigkeiten
- Wartturm
- Passanlagen im Glemmtal
- Pfarrkirche Saalbach

Regelmäßige Veranstaltungen
Offiziell beschränkt sich Saalbach-Hinterglemm auf einfache kulturelle Veranstaltungen mit touristisch-rustikalem Charakter. Einige regelmäßig stattfindende Veranstaltungen sind:
- Mountain Attack: Eine Veranstaltung, in dem das Skibergsteigen als Wettkampf betrieben wird. Dieser findet jährlich seit 1999 im Jänner statt.
- Harley-Davidson-Treffen
- World Games of Mountain Biking: jährlich im Herbst
- Rave On Snow: jährliches Rave-Event

## Wirtschaft und Infrastruktur

### Wirtschaftssektoren
Von den 96 landwirtschaftlichen Betrieben des Jahres 2010 waren 35 Haupterwerbsbauern. Im Produktionssektor arbeiteten 161 Erwerbstätige in der Bauwirtschaft, 85 im Bereich Herstellung von Waren, 34 in der Energieversorgung und sieben in der Wasserversorgung und Abfallentsorgung.
Die wichtigsten Arbeitgeber des Dienstleistungssektors waren die Bereiche Beherbergung und Gastronomie (503), Verkehr 201, Handel (171) und soziale und öffentliche Dienste (151 Mitarbeiter).
| Wirtschaftssektor            | Anzahl Betriebe | Anzahl Betriebe | Erwerbstätige | Erwerbstätige |
| Wirtschaftssektor            | 2011            | 2001            | 2011          | 2001          |
| ---------------------------- | --------------- | --------------- | ------------- | ------------- |
| Land- und Forstwirtschaft 1) | 96              | 91              | 41            | 43            |
| Produktion                   | 43              | 35              | 287           | 226           |
| Dienstleistung               | 491             | 461             | 1208          | 1420          |

1) Betriebe mit Fläche in den Jahren 2010 und 1999

### Tourismus

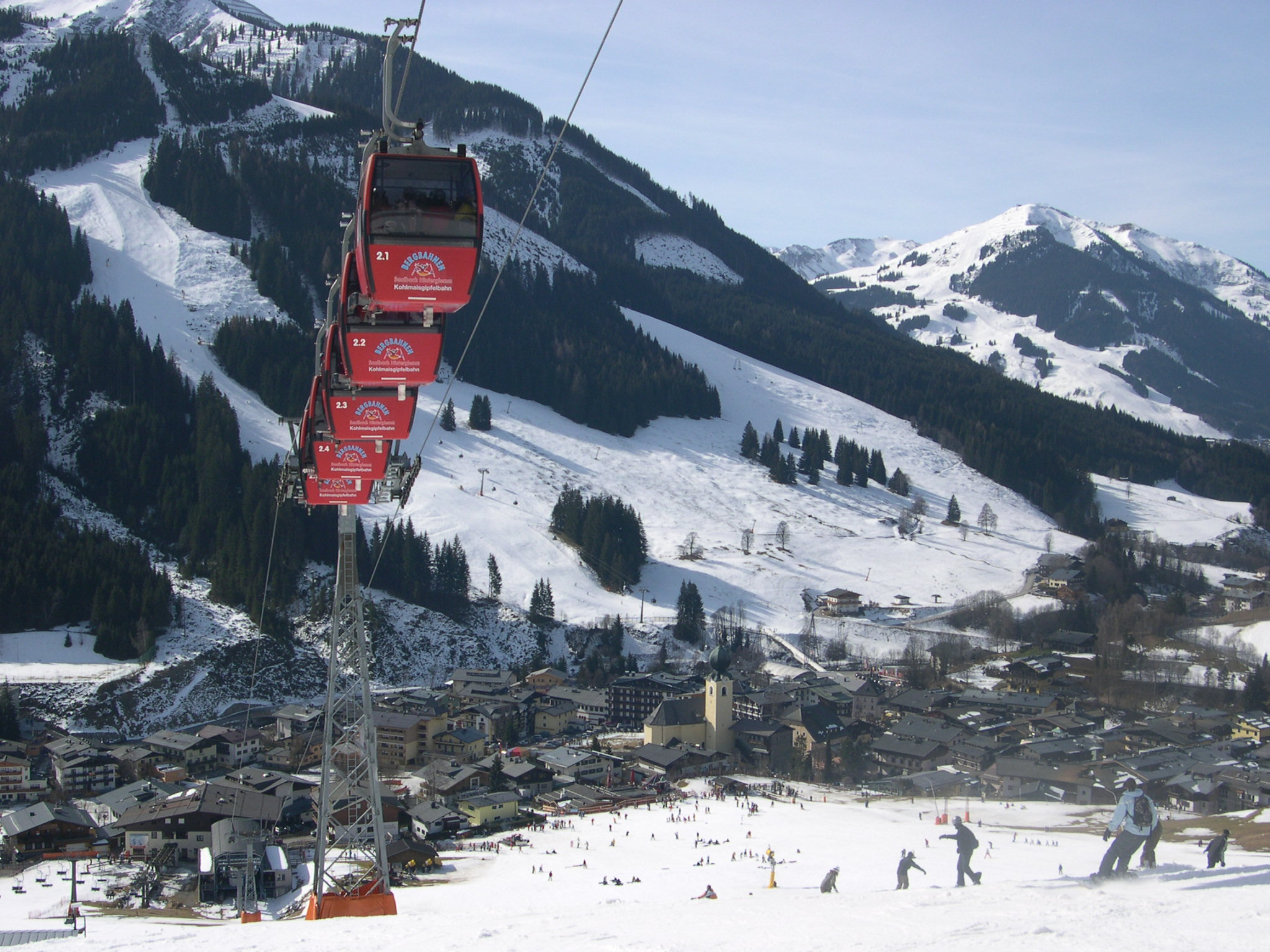
Die Kohlmais-Gipfelbahn, eine der Saalbacher Gondel-Seilbahnen

Der Tourismus stellt das wichtigste wirtschaftliche Standbein der Gemeinde dar. Die meisten Arbeitsplätze sind direkt oder indirekt davon abhängig. Das Glemmtal zählt zu den wichtigsten Tourismusgebieten des Landes Salzburg.
In Saalbach-Hinterglemm und Umgebung gibt es 29 Seilbahnen, 21 Sesselbahnen und 19 Schlepplifte. Auf dem Gebiet der Gemeinden Saalbach-Hinterglemm, Leogang und Fieberbrunn befindet sich das Skigebiet Skicircus Saalbach-Hinterglemm/Leogang/Fieberbrunn.
Winter
Zum Ski- und Snowboardfahren können 270 km Pisten, davon 18 km schwarz (Schwierigkeitsgrad), 112 km rot und 140 km blau befahren werden. Dazu gibt es noch eine Flutlichtpiste. Es gibt 10 km gespurte Loipen mit einer Höhenloipe am Reiterkogel, Eislaufplätze sowie Rodelstrecken mit Flutlicht und Eisstockschießen.
Zur Präparierung der Pisten wurden acht Speicherteiche für die Beschneiungsanlagen angelegt und ca. 700 Schneekanonen installiert. Zur internationalen Größe unter den alpinen Wintersportorten wurde Saalbach mit den alpinen Skiweltmeisterschaften 1991 und Alpinen Skiweltmeisterschaften 2025.
Sommer

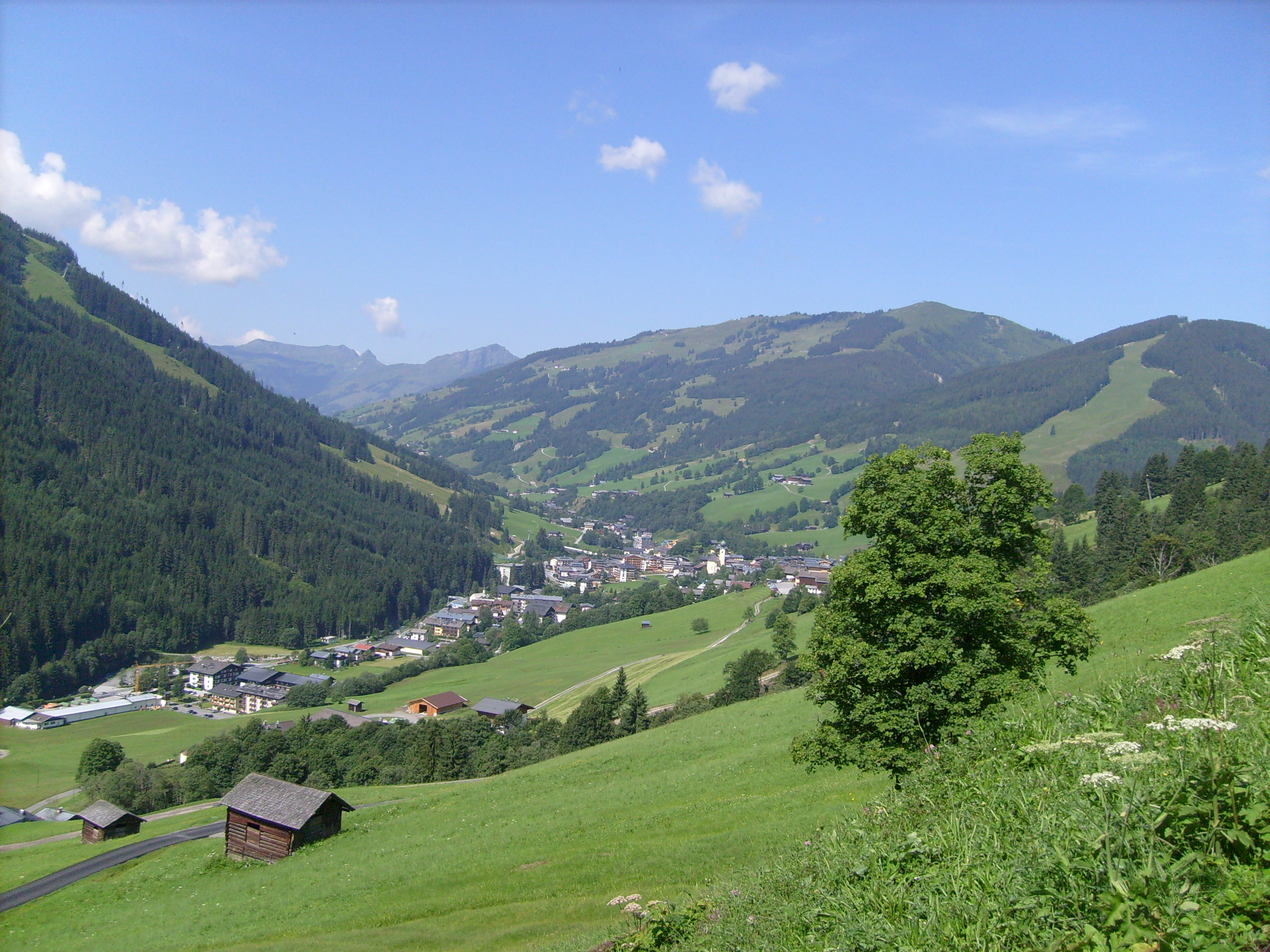
Saalbach von einem Wanderweg auf den Kohlmaiskopf aus fotografiert

Nachfolgende Angebote markieren die Neupositionierung von Saalbach-Hinterglemm als Das Tal der Spiele im Sommertourismus:
- Käpt’n Hook Erlebnisfreibad
- Teufelswasser
- Montelino’s Erlebnisweg
- Der Berg Kodok
- Schnitza’s Holzpark
- Hochseilpark
- Geocaching-„Powertrail“

## Persönlichkeiten

### Ehrenbürger der Gemeinde
- 1912: Edwin Lachnit (1877–1950), Beamter[14]

### Söhne und Töchter der Gemeinde
- Hans Enn (* 1958), Skirennläufer
- Bartl Gensbichler (* 1956), Skirennläufer
- Wolfgang Haider (* 1956), österreichischer Politiker (FPÖ) und Gastwirt
- Sabrina Maier (* 1994), Skirennläuferin
- Hermann Rainer (1896–1983), Politiker (ÖVP)

### Personen mit Beziehung zur Gemeinde
- Karl Schnell (* 1954), ehemaliger Politiker (FPÖ), Hotelier in Hinterglemm, ehemaliger Arzt in Hinterglemm
- Sebastian Schwaighofer (* 2000), Politiker (FPÖ), Gemeinderat und Abgeordneter zum Nationalrat